# 张欧影
张欧影（1975年11月2日—2018年12月1日），河北张家口人，中国女子足球运动员。曾获得1999年世界杯亚军，1999年亚洲杯冠军等荣誉。曾效力于美国女子足球大联盟圣迪亚哥精灵队。

## 奖项

### 国家队
- 女足亚洲杯冠军：1997年、1999年、2006年
- 亚运会女足金牌：1998年
- 1999年女足世界杯亚军